# Pseudosphinx
Pseudosphinx là một chi bướm đêm thuộc họ Sphingidae.

## Các loài
- Pseudosphinx albina
- Pseudosphinx asdrubal
- Pseudosphinx hasdrubal
- Pseudosphinx obscura
- Pseudosphinx plumieriae
- Pseudosphinx rustica
- Pseudosphinx tetrio - (Linnaeus 1771)

## Hình ảnh

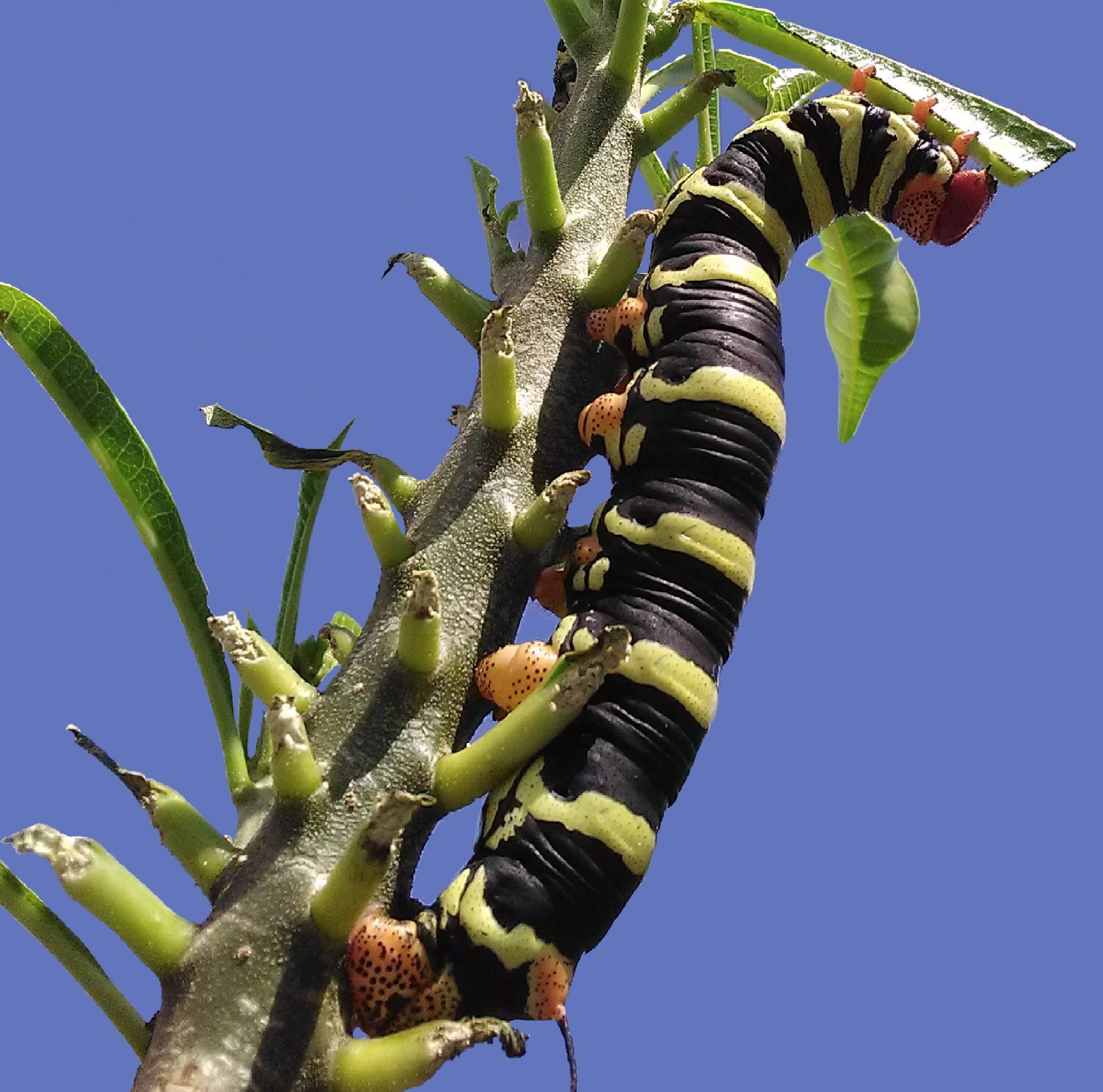
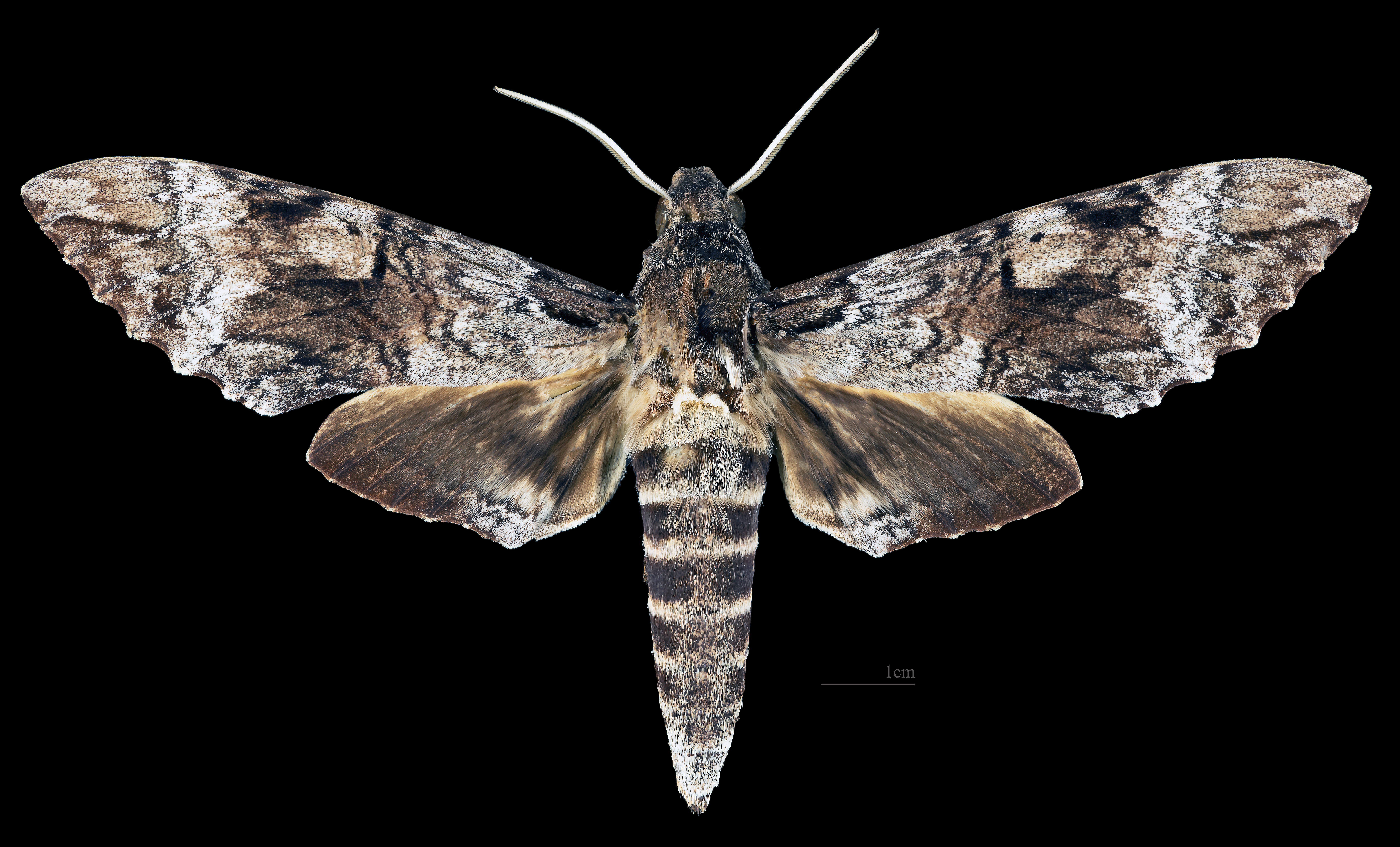
Pseudosphinx tetrio ♂
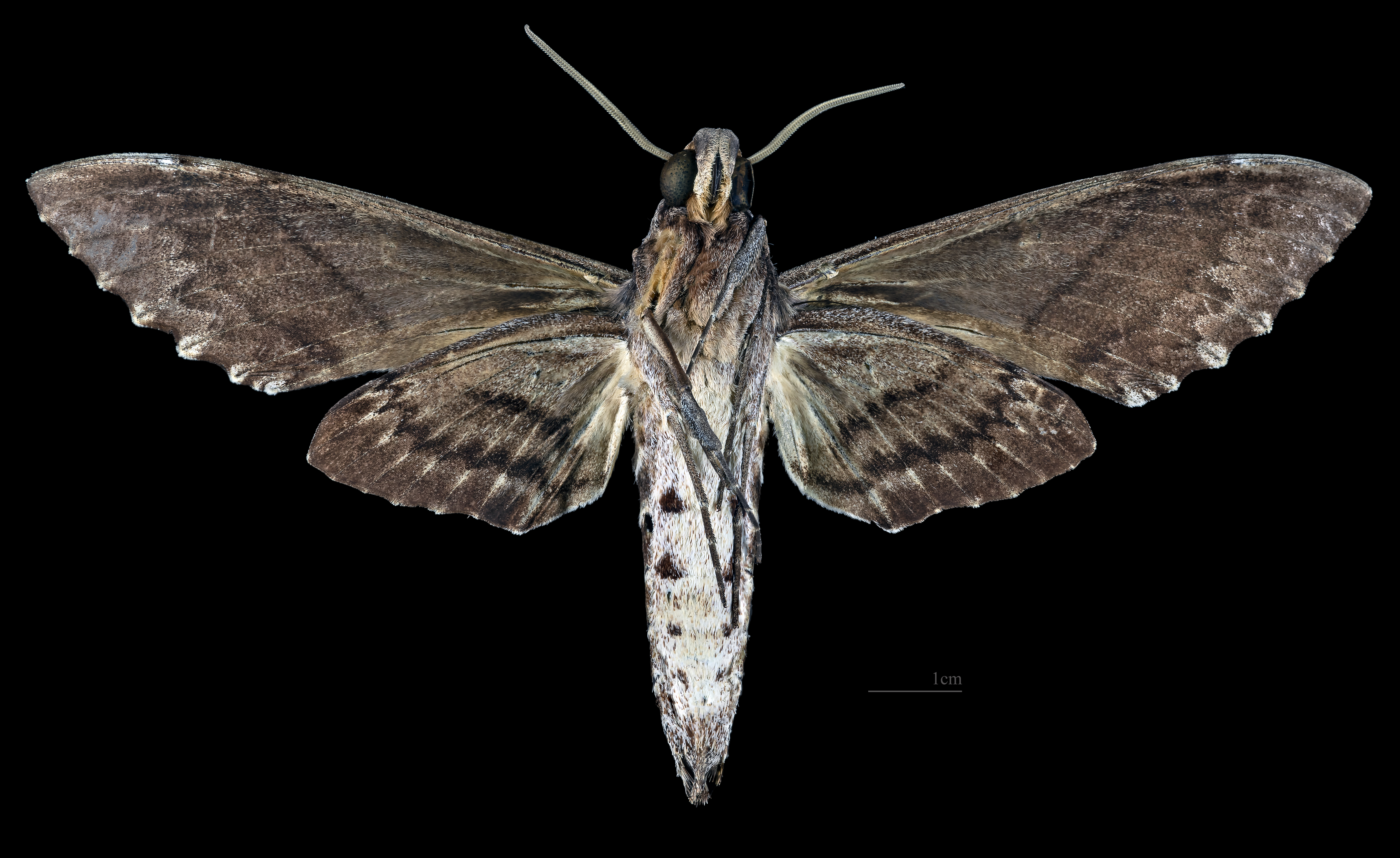
Pseudosphinx tetrio ♂   △
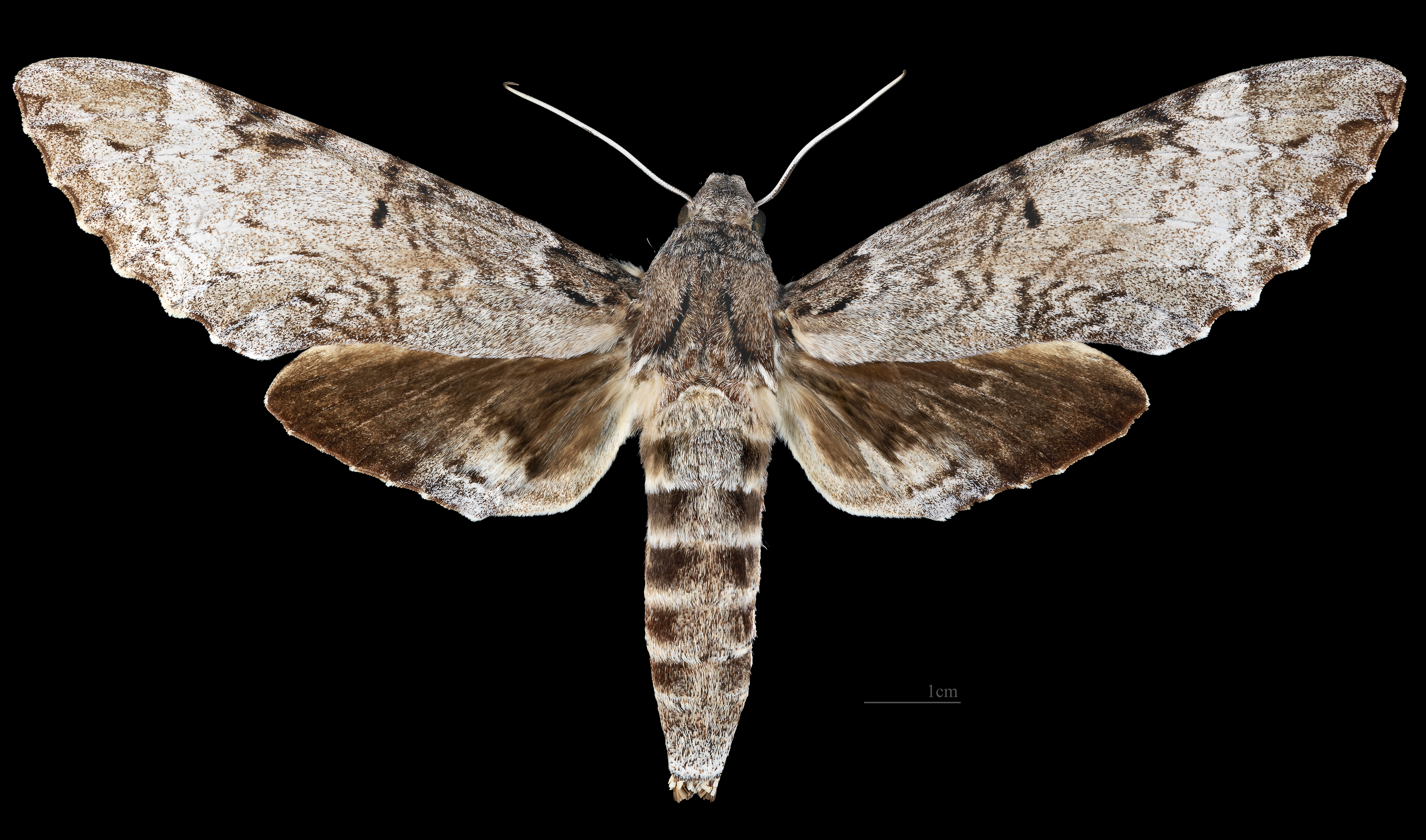
Pseudosphinx tetrio   ♀
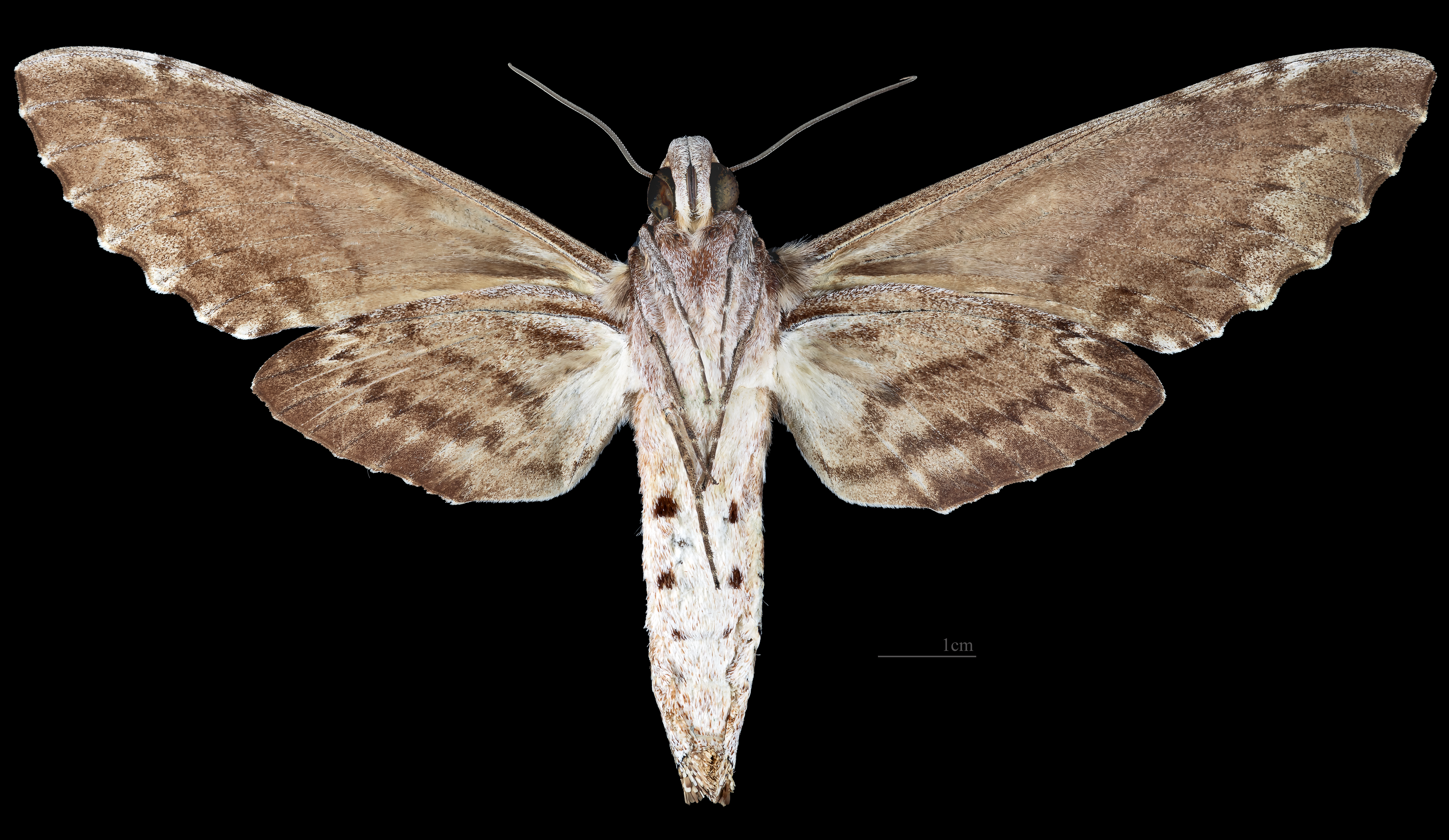
Pseudosphinx tetrio  ♀ △